# NGC 6702
NGC 6702 ist eine elliptische Galaxie vom Hubble-Typ E im Sternbild Leier am Nordsternhimmel. Sie ist schätzungsweise 221 Millionen Lichtjahre von der Milchstraße entfernt.
Das Objekt wurde am 8. September 1863 von Heinrich d’Arrest entdeckt.